# Chapelle Notre-Dame-d'Assistance de Vred
La chapelle Notre-Dame-d'Assistance est une chapelle catholique situé à Vred, en France.

## Historique
La chapelle est située dans le département français du Nord, sur la commune de Vred, le long de la Scarpe. Elle a été édifiée au XIXe siècle par des mariniers, à la suite d'un sauvetage qui a été jugé miraculeux : un enfant est tombé à l'eau sous un bateau, on le pensait mort, mais il est finalement remonté sain et sauf à la surface. La chapelle a été construite sous le vocable de Notre-Dame-d’Assistance.